# Torrent de Sant Muç
El torrent de Sant Muç és un torrent de Rubí que recull les aigües de la serra de Can Guilera i del puig Pinós. Passa vora l'església de Sant Muç i el barri de Sant Muç de Rubí.